# Маслинка срібляста
Масли́нка срібляста (Elaeagnus commutata ) — багаторічна рослина родини маслинкових, також відома під народними назвами дика маслина, маслина, маслинка, масличне дерево, оливка, лох(к)овина, лоховник, срібне дерево, верба оліїста, маслинка, північний фінік, царегра́дська верба́, царегра́дська лоза́, джида́.

## Опис
Харчова, танідоносна, фарбувальна, камеденосна, ефіроолійна, деревинна, фітомеліоративна, медоносна, лікарська і декоративна культура. Вважалося, що ця колюча і дуже запашна рослина оберігало людей від злих духів.Має вигляд куща або невисокого до чотирьох метрів деревця з коричневим гіллям. Листя срібляне, але має більш різноманітний вигляд за маслинку вузьколисту: гостре або затуплене, видовжене або яйцеподібне. Квіти (по одному, два або три) розміщуються в пазухах листя. Квітне маслинка срібляста довше ніж найближча родичка — з травня по липень.

## Поширення
Розповсюджена по всій Україні в садках та парках як декоративна рослина, проте менше за вузьколисту.Батьківщина — Північна Америка.

## Використання
Плоди вживають у їжу в свіжому вигляді, варять узвари та кисіль, які мають лікувальну дію при розладах шлунку, а також з них можна варити навіть кашу. Із плодів можна в промислових масштабах отримати спирт, причому один центнер плодів дає понад 12 л спирту. Особливу пошану маслинка отримала на Кавказі та в Центральній Азії. Місцева назва «пшат». Звідси похідна назва препарату-в'язівника «пшатин», який використовується при лікуванні цілої низки захворювань шлунково-кишкового тракту. Цей засіб вперше був запропонований С. А. Мірзояном, фактично він є висушеною та помеленою мучнистою частиною плодів. При тривалому культивуванню плоди збільшуються, а колючки на гіллі з часом зникають. Тверда щільна бурувато-жовта деревина слугує якісною сировиною для столярних та токарних виробів, тому може використовуватись при виробництві меблів. Камідь, яку отримують при підрізі стовбура, слугує для виготовлення фарб — наприклад, при нанесенні на бавовняну тканину кольорового малюнку з допомогою печатних машинок у текстильному виробництві.

## Галерея

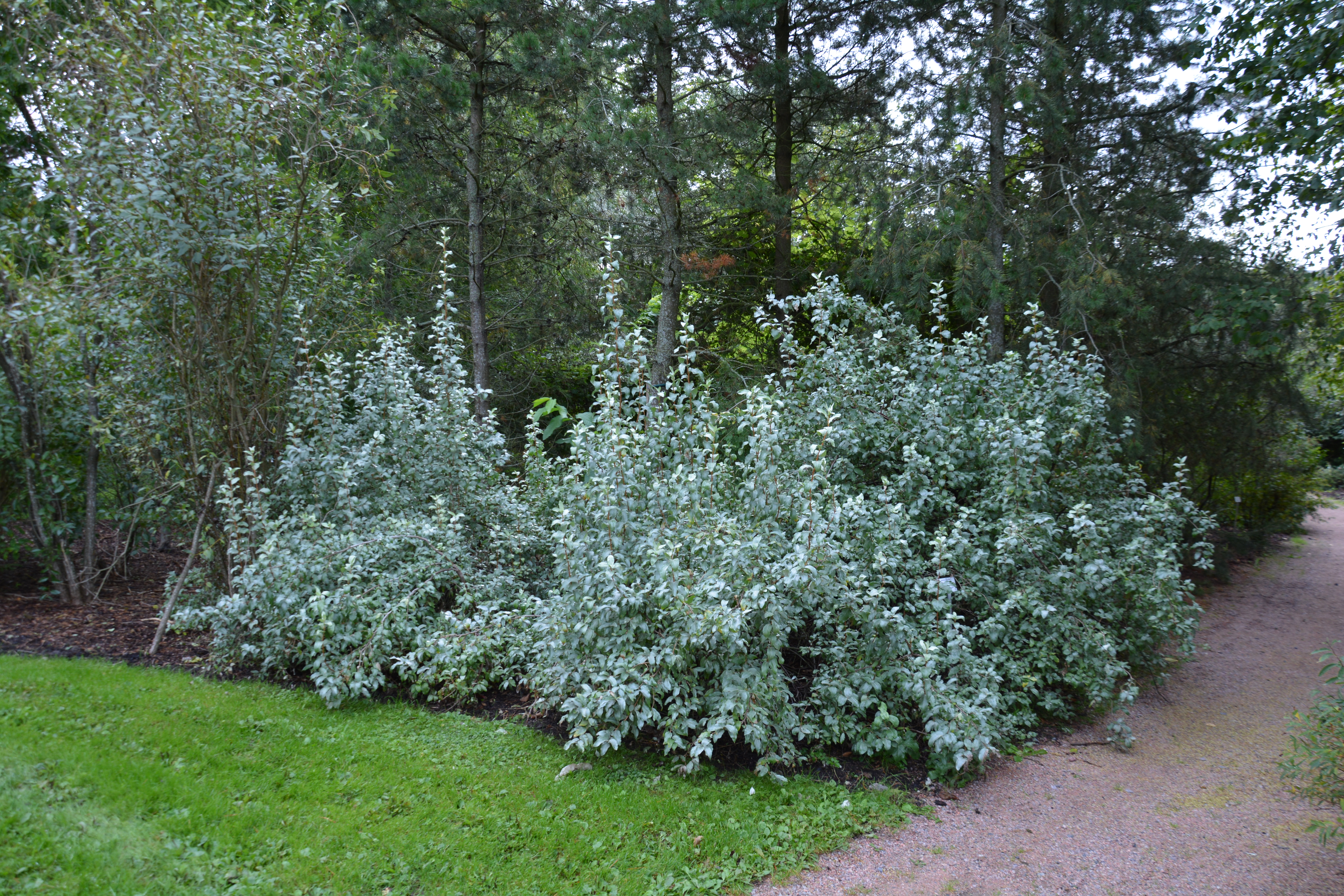
Кущ
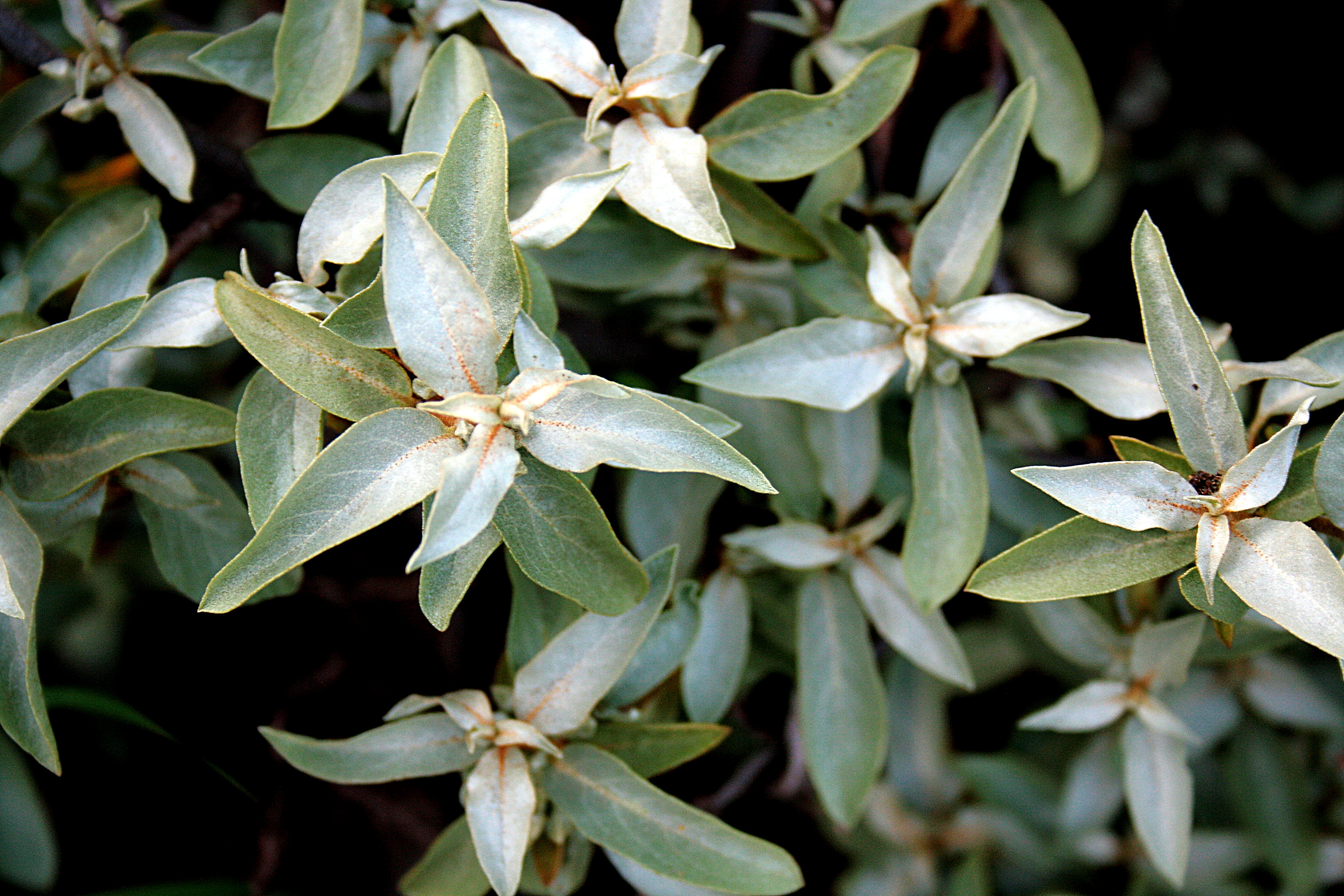
Листя
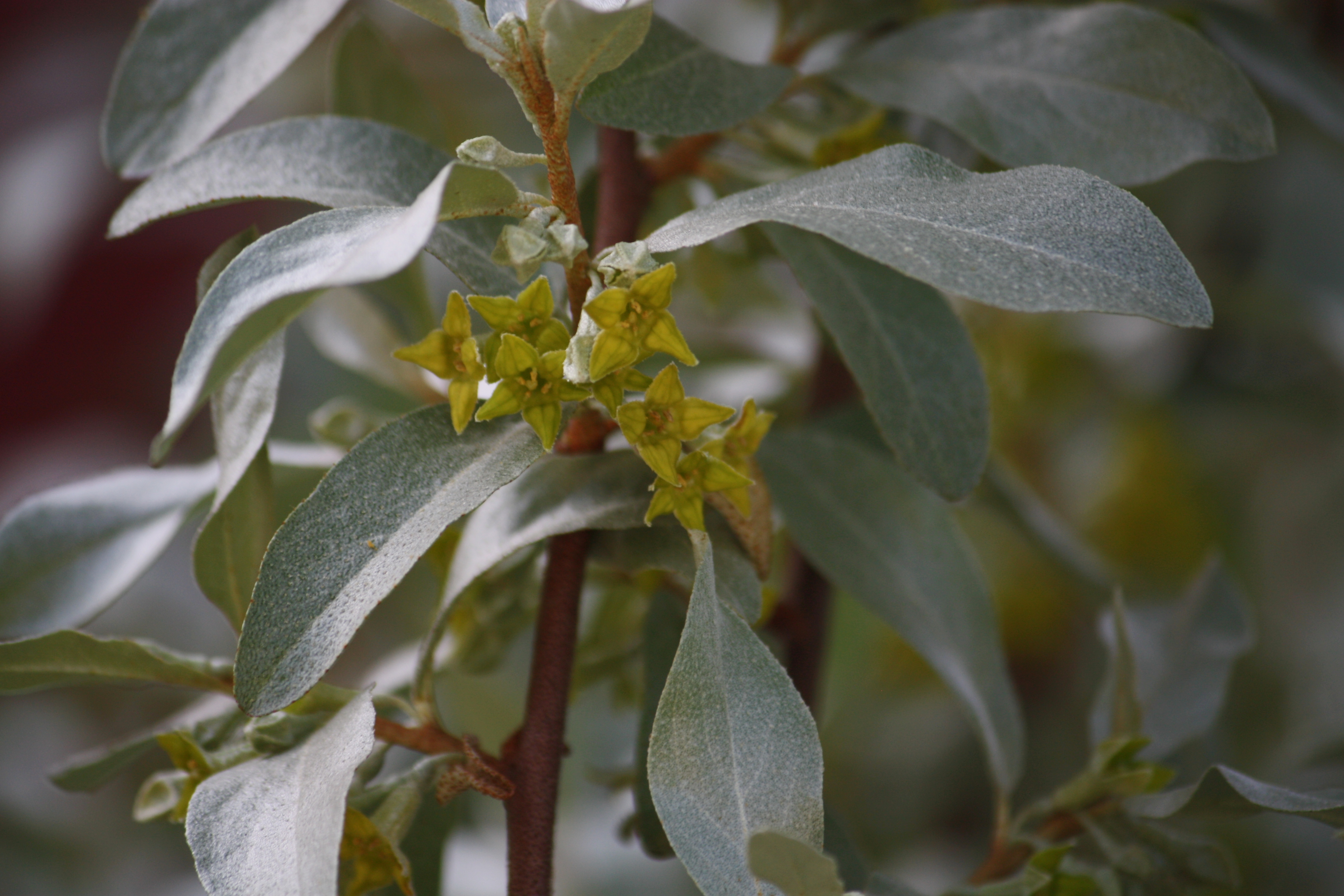
Квіти
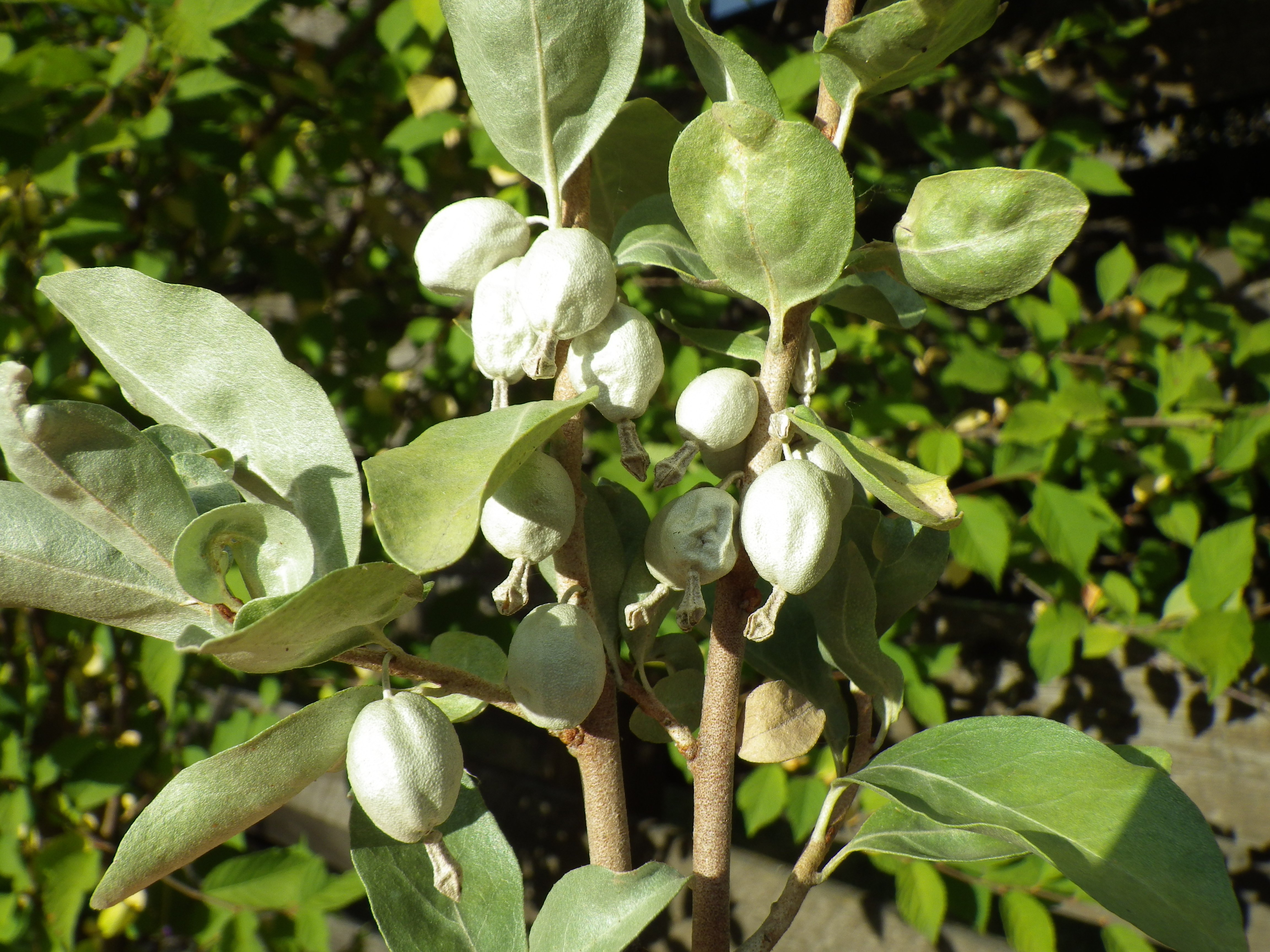
Плоди